# The Voice of the Child
The Voice of the Child é um filme mudo norte-americano de 1911 em curta-metragem, do gênero drama, dirigido por D. W. Griffith e estrelado por Blanche Sweet. O filme foi feito pela American Mutoscope and Biograph Company, quando ele e muitos outros estúdios de cinema precoce na primeira indústria cinematográfica dos Estados Unidos foram baseados em Fort Lee, Nova Jérsei, no início do século 20.

## Elenco
- Edwin August
- Blanche Sweet
- Adele De Garde
- Joseph Graybill
- Kate Bruce